# نوو کراشو
نوو کراشو (به لاتین: Nowy Kraszew) یک روستا در لهستان است که در گمینا کلمبوو واقع شده‌است.